# Glaz
Glaz (« Bleu-vert » en breton) est un groupe de musique bretonne. Il est formé en 1991 et dissout en 1998. La démarche musicale des membres se veut à la fois bretonne et rock (rock celtique, mi-rock mi-variété) avec le chant en breton. Leur répertoire s’inspire donc de la musique traditionnelle mais également de la créativité moderne de ses membres (entre Yes et Peter Gabriel selon le pianiste Jean-Claude Normant). Ils ont marqué la musique bretonne des années 1990.

## Biographie
Le groupe est formé en 1991 par le bassiste Yann Honoré et le guitariste Yves Ribis. Yann Honoré (auteur-compositeur) est l'ancien bassiste de Dan Ar Braz et Yves Ribis le guitariste d'Alan Stivell. Glaz est complété par Jean-Claude Normant (claviers), Gérard Macé (batterie), Ronan Le Bars (uilleann pipes) et la voix de Nathalie Brignonen qui apporte la touche féminine et l'émotion. À partir de 1992, Glaz se produit sur les scènes bretonnes et internationales, à commencer par le Festival interceltique de Lorient.
En 1993, le groupe sort son premier disque, Glaz, chez Escalibur, qui se vend à plus de 10 000 exemplaires. Jean-Christophe Boccou remplace Gérard Macé à la batterie. Tro ha tro, le premier morceau, en breton et en anglais, va devenir leur tube. Composé par Yann Honoré, ce titre rock celtique n'est pas le seul du genre, comme Marzhin (inspiré d'un chant du Barzaz Breiz) ou Dagda (inspiré des reels). Soïg Sibéril (guitare acoustique) et Kristen Noguès (harpe) sont invités sur le titre Sail Away. L'album est avant-gardiste et donne les bases du rock breton.
Au concours international de musique celtique de Galway (Irlande) en 1994, Glaz remporte le premier prix dans la catégorie groupe. En 1994, ils jouent au 25e festival de Glastonbury en Angleterre devant 120 000 spectateurs.
En 1995, Glaz sort son deuxième album, Ar Gest, chez Blue Silver. Il ne contient pas de morceaux traditionnels mais des compositions des membres du groupe. Le groupe joue en première partie du concert de l'Héritage des Celtes de Dan Ar Braz au Festival de Cornouaille à Quimper, devant 4 500 personnes. En 1996, leur troisième album Holen ar Bed (« Le sel de la terre ») sort chez Déclic. Il est marqué par l'arrivée de Loïc Bléjean qui remplace Ronan Le Bars aux flûtes irlandaises et uilleann pipes. Le disque, salué par la critique, est un peu plus traditionnel et plus travaillé. Les morceaux sont puisés aux sources de la tradition, dont des textes extraits du Barzaz Breiz tels que Pontkalleg, Silvestrig, Ar rannoù (Les séries) ou An amzer dremenet (Le temps passé). Quelques invités sont présents comme Goulven Henaff, Lionel Guyader, Yann Cariou, Frédéric Samezun et Christian Belhomme. Le guitariste Pat O'May apporte son soutien en 1997 pour les concerts avant l'arrivée en 1998 de Ludovic Mesnil.
En 1998, ils signent leur album chez Sony BMG et sortent un single deux titres, dont la chanson An dud a vor (« Les gens de la mer »), remixée avec l'ajout notamment de percussions africaines. Cette année-là est marquée par une grande tournée bretonne (Lorient, Rennes, Saint-Nazaire, Morlaix, Châteaulin, Fouesnant, Confort, Callac) et internationale (festivals en Allemagne, en Italie à Modène et Milan, en Galice…).
L'illustrateur Pascal Moguérou est l'auteur de toutes les couvertures des CD, construisant un univers imagé Celte autour des chansons. Le groupe se sépare pour réaliser d'autres projets. Hyaëna, né en 1999 avec Nathalie Brignonen et Jean-Christophe Boccou, poursuit le même esprit de modernisation des musiques ethniques. Le Fer et la soie est le titre de leur album. La formation de Glaz est donc renouvelée autour de Yann Honoré (Ludovic Mesnil, Bleunwenn Mevel, Sylvain Barou, Herri Loquet). Mais cette nouvelle formation autour du même nom ne pérennise pas.

## Membres
- Yann Honoré — basses frettées et fretless, chœurs, bombarde, programmations (1991—1998)
- Yves Ribis — guitares électriques et acoustiques, programmations (1991—1997)
- Nathalie Brignonen — voix principale, chœurs (1991—1998)
- Ronan Le Bars — uilleann pipes, cornemuse écossaise, low et tin whistles (de 1991 à 1998)
- Jean-Claude Normant — claviers, chœurs, darbouka, programmations (1991—)
- Gérard Macé — batterie (1991—1993)
- Jean-Christophe Boccou — batterie (1993—1998)
- Loïc Bléjean — uillean pipes, flûtes irlandaises (1996—1998)
- Ludovic Mesnil — guitares (1998)